# Thượng Hải
Thượng Hải (chữ Hán: 上海, bính âm: Shànghǎi) là thành phố đông dân nhất Trung Quốc, và là thành phố không bao gồm vùng ngoại ô lớn nhất thế giới. Thượng Hải nằm ở bờ biển phía Đông của Trung Quốc và là một trong 4 thành phố trực thuộc trung ương của nước này. Diện tích: 6.340,5 km². Năm 2018, Thượng Hải là đơn vị hành chính đông thứ 25 về số dân với 27 triệu dân, tương đương với Cameroon và đứng thứ 11 về kinh tế Trung Quốc với GDP đạt 4465 tỷ NDT (tương đương 663,874 tỷ USD GDP danh nghĩa, GDP theo sức mua tương đương là 1090 tỷ USD), GDP danh nghĩa tương ứng với Thái Lan, gấp gần 1,5 lần so với GDP Việt Nam năm 2022 (432,7 tỷ USD). Thượng Hải có chỉ số GDP đầu người đứng thứ hai Trung Quốc, chỉ sau Bắc Kinh, đạt 137.000 NDT (tương đương 20.130 USD). Thượng Hải được xem là thủ đô kinh tế của Trung Quốc.
Ngày nay, Thượng Hải có hải cảng sầm uất nhất thế giới, hơn cả cảng Singapore và Rotterdam. Xuất phát là một làng chài hẻo lánh, Thượng Hải đã trở thành một thành phố quan trọng bậc nhất cho đến Thế kỷ XX, và là trung tâm văn hóa phổ thông, các mưu đồ chính trị và nơi tụ họp của giới trí thức trong thời kỳ Trung Hoa dân quốc. Thượng Hải đã từng một thời là trung tâm tài chính lớn thứ 3 thế giới, chỉ xếp sau Thành phố New York và Luân Đôn, và là trung tâm thương mại lớn nhất Viễn Đông cuối thế kỷ XIX và đầu thế kỷ XX. Sau khi Mao Trạch Đông cầm quyền Trung Quốc kể từ năm 1949, Thượng Hải đã đi vào thời kỳ sụt giảm tốc độ phát triển do chế độ thuế má cao và do sự triệt thoát kinh tế tư bản của chính quyền mới. Nhờ sự cải cách, mở cửa theo mô hình kinh tế thị trường do Đặng Tiểu Bình khởi xướng và lãnh đạo mà đặc biệt là từ năm 1992, Thượng Hải đã có những bước bứt phá ngoạn mục về phát triển kinh tế và nhanh chóng vượt qua Thâm Quyến và Quảng Châu - một thành phố đặc khu được tự do hóa sớm nhất Cộng hòa Nhân dân Trung Hoa để trở thành đầu tàu kinh tế Trung Quốc. Vẫn còn nhiều thách thức cho thành phố này đầu thế kỷ XXI như nạn di dân ồ ạt và sự phân hóa giàu nghèo. Tuy nhiên, bất chấp những thách thức đó, các khu nhà chọc trời và cuộc sống đô thị sôi động của Thượng Hải vẫn là biểu tượng cho sự tăng trưởng mạnh mẽ của nền kinh tế Trung Quốc.

## Nguồn gốc tên gọi

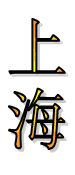
"Thượng Hải" bằng chữ Hán

## Lịch sử

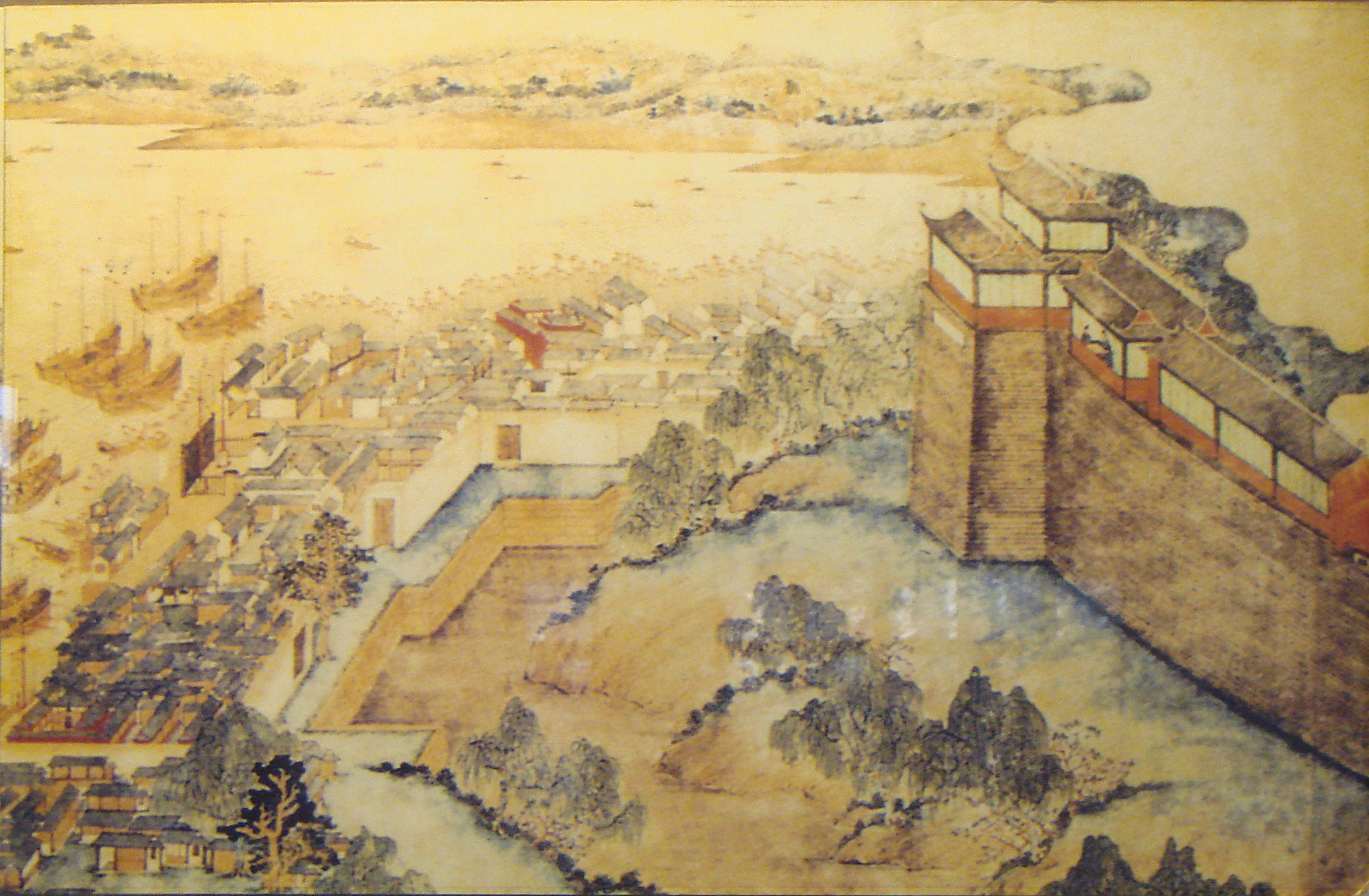
Tranh vẽ Thượng Hải vào thế kỷ XVII

### Thời chiến

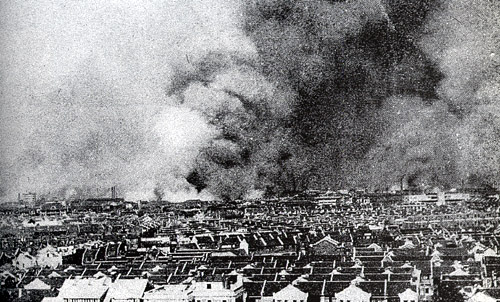
Quận Áp Bắc chìm trong khói lửa.

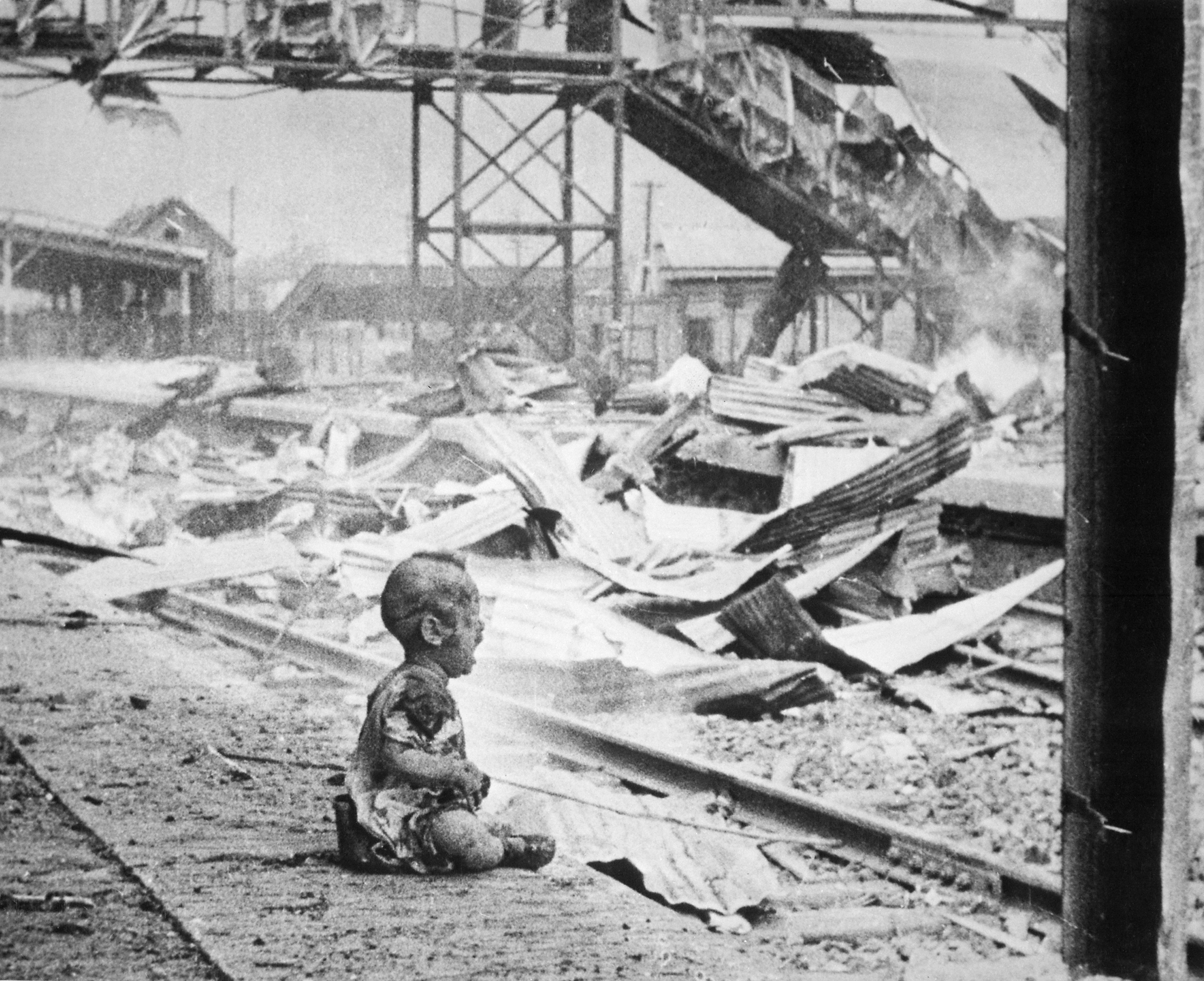
"Ngày thứ bảy đẫm máu": một đứa bé bên đống tro tàn ở ga Thượng Hải sau đợt không kích của phát xít Nhật, tháng 8 năm 1937

### Thời hiện đại

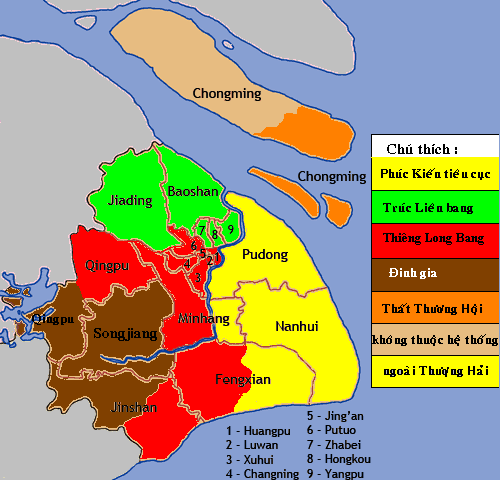
Địa bàn hoạt động của các bang hội tại Thượng Hải những năm 1980

## Các đơn vị hành chính

Phố Đông về đêm

Phố Đông của Thượng Hải

## Nhân khẩu

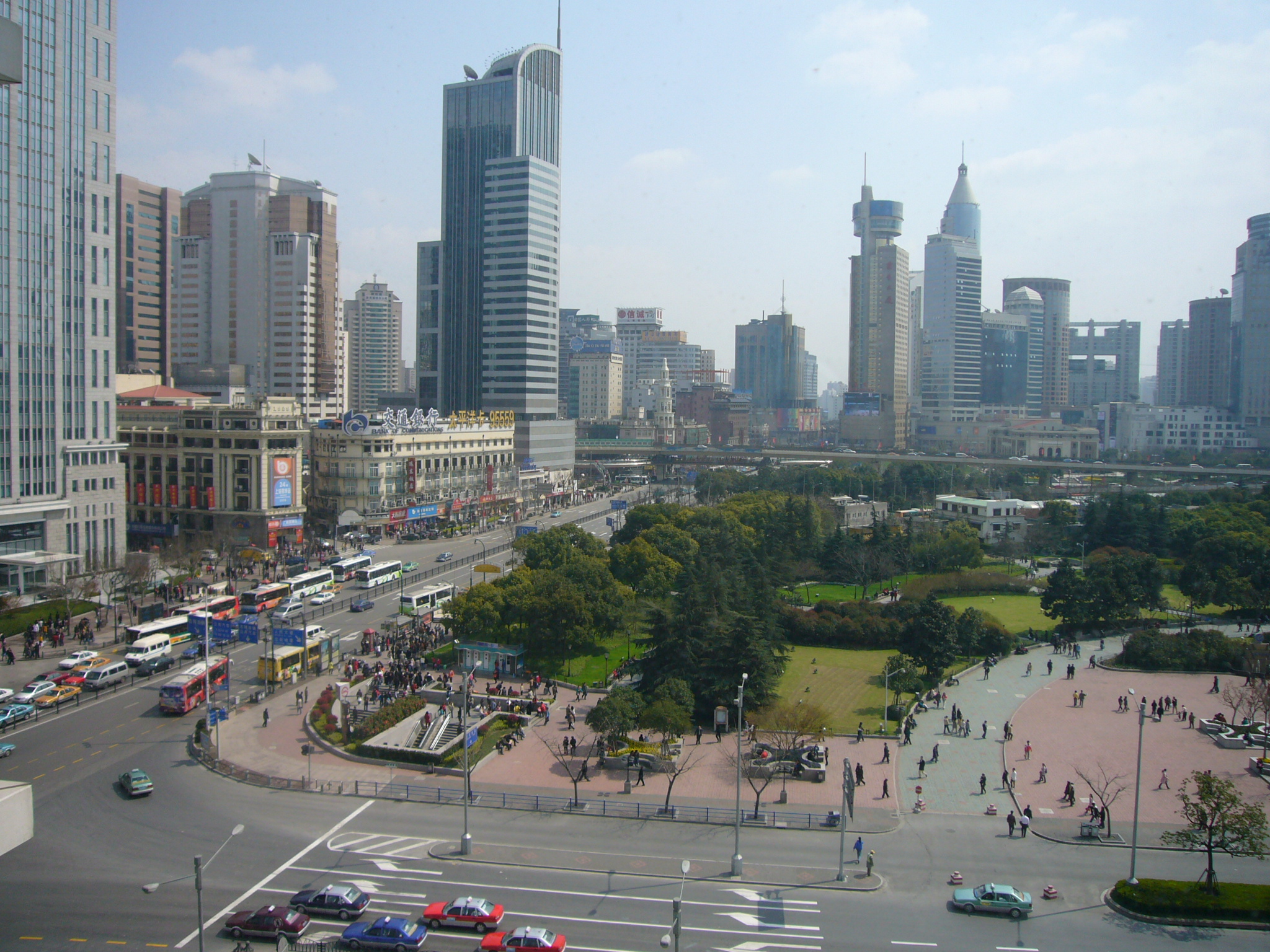
Khu quảng trường công cộng ở Thượng Hải

## Kinh tế

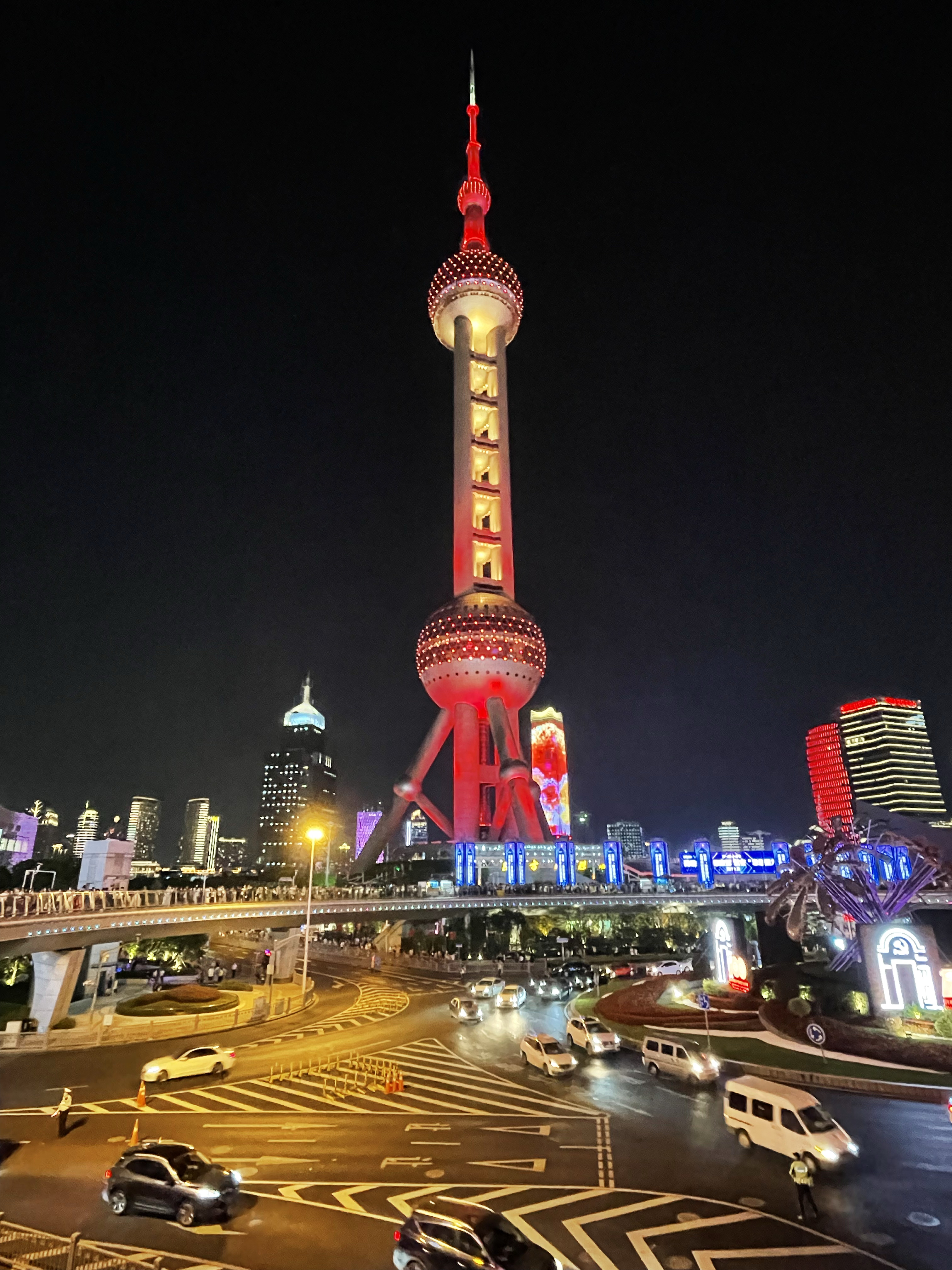
Tháp truyền hình Minh Châu Đông Phương về đêm

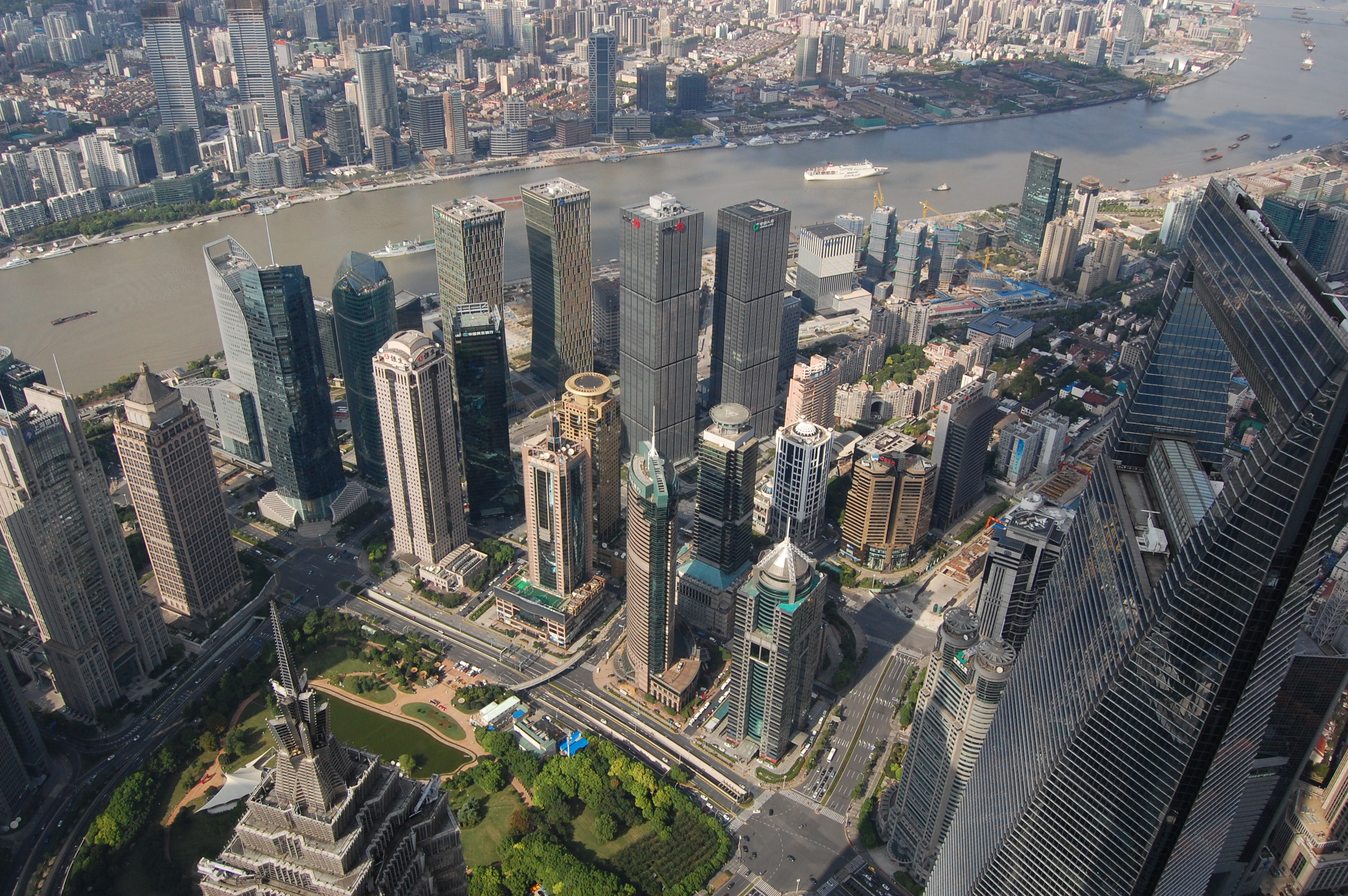
Phố Đông bên bờ sông Hoàng Phố, góc phải là Trung tâm Tài chính Thế giới Thượng Hải